# 杭州公共自行车

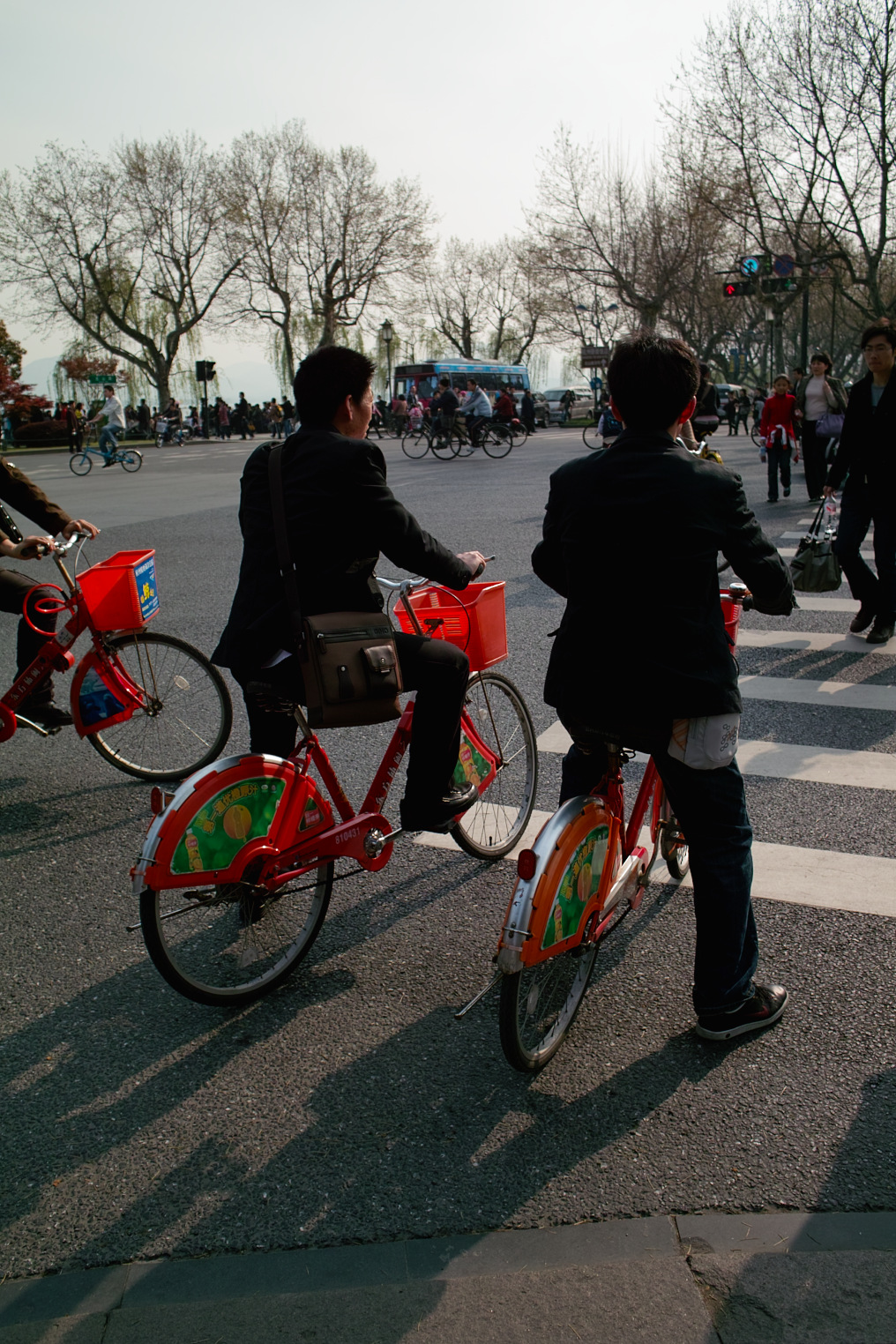
杭州的公共自行车

一部杭州公共自行车

杭州公共自行车交通系统，是中国浙江省杭州市的一个公益性公共自行车项目，由杭州市公共交通集团控股金通股份旗下的杭州市公共自行车交通服务发展有限公司营运。特点是60分钟内免费租用，全市范围内通租通还。目前为世界上最大的公共自行车系统。
该系统一期工程于2008年5月1日开通。截止2022年12月，拥有5,237处服务点、12.4万辆公共自行车，截至2013年8月底，日租借人數約23萬人次，日最高租用量47.30万人次，累计租用达到8.56亿人次。

## 历史
2008年5月1日，政府投资建设的杭州公共自行车在杭州主城区启用，由杭州市公共交通集团（通过控股金通股份旗下的杭州市公共自行车交通服务发展有限公司）建设、运营。2009年12月31日，一期完工，共有服务点2001处、公共自行车5万辆，成为世界上规模最大的城市公共自行车系统。
有报道称杭州公共自行车系统是中国“第一个真正意义上的智能公共自行车系统”，但实际上北京在2007年就已投入公共自行车，不过在2008年奥运会后停办。

## 租还方式
通过预先在电子钱包（IC卡）、杭州市民卡等相关卡证充值后，在服务点POS机上刷卡、租车，使用后骑车到正在服务中的相关服务点归还，如需要退回押金则需要到POS机再次进行操作，不退回押金可下次直接刷卡。
此外，杭州公共自行车2016年起改造了市区所有停车桩，增加二维码。用户可藉杭州公共自行车APP实现租还车功能，或使用支付宝扫描停车桩上QR码租还。用户注册用户名、支付200元人民币保证金后，即可通过扫描自行车桩上的二维码租还车辆。同时，杭州公共自行车针对还车高峰还车点停满的问题在2017年推出隔夜还车功能，在22:00到次日7:00间，若服务点处于满架状态，可通过查询机进行“隔夜还车”操作（非满架状态不能操作）。确认“隔夜还车”后，系统将自动结算本次租车费用，并开启“隔夜模式”市民可将公共自行车置于他处保存，22:00到次日7:00之间，只需1元。

### 费用
- 押金：200元（如实名注册则免费[9]）
- 1小时之内免费，随后每小时1元，单日5元封顶。[2]

车辆从锁止器取出时开始计时，推入锁止器并锁定后停止计时，不设租车间隔。因此只要及时归还，骑车者便可无限制免费骑行。
此外还推出会员卡，价格为6元一个月，12元3个月，会员卡持有者的免费时长为2小时。
在2018年5月1日之前，计价为1小时之内免费，1小时以上2小时以内1元，2小时以上3小时以内2元，3小时以上每小时3元。
- 凡乘公交车，在公交刷卡乘车起的90分钟内，租用公共自行车的，租车者的免费时间可延长为90分钟，同时计费结算时间也相应顺延。

### 租还车时间
杭州公共自行车自2017年3月10日开始在主城区2838处服务点全面推行24小时租还车服务，即全天均可以组还车辆。在这之前杭州公共自行车租还车时间为6:00—21:00。

## 服务点

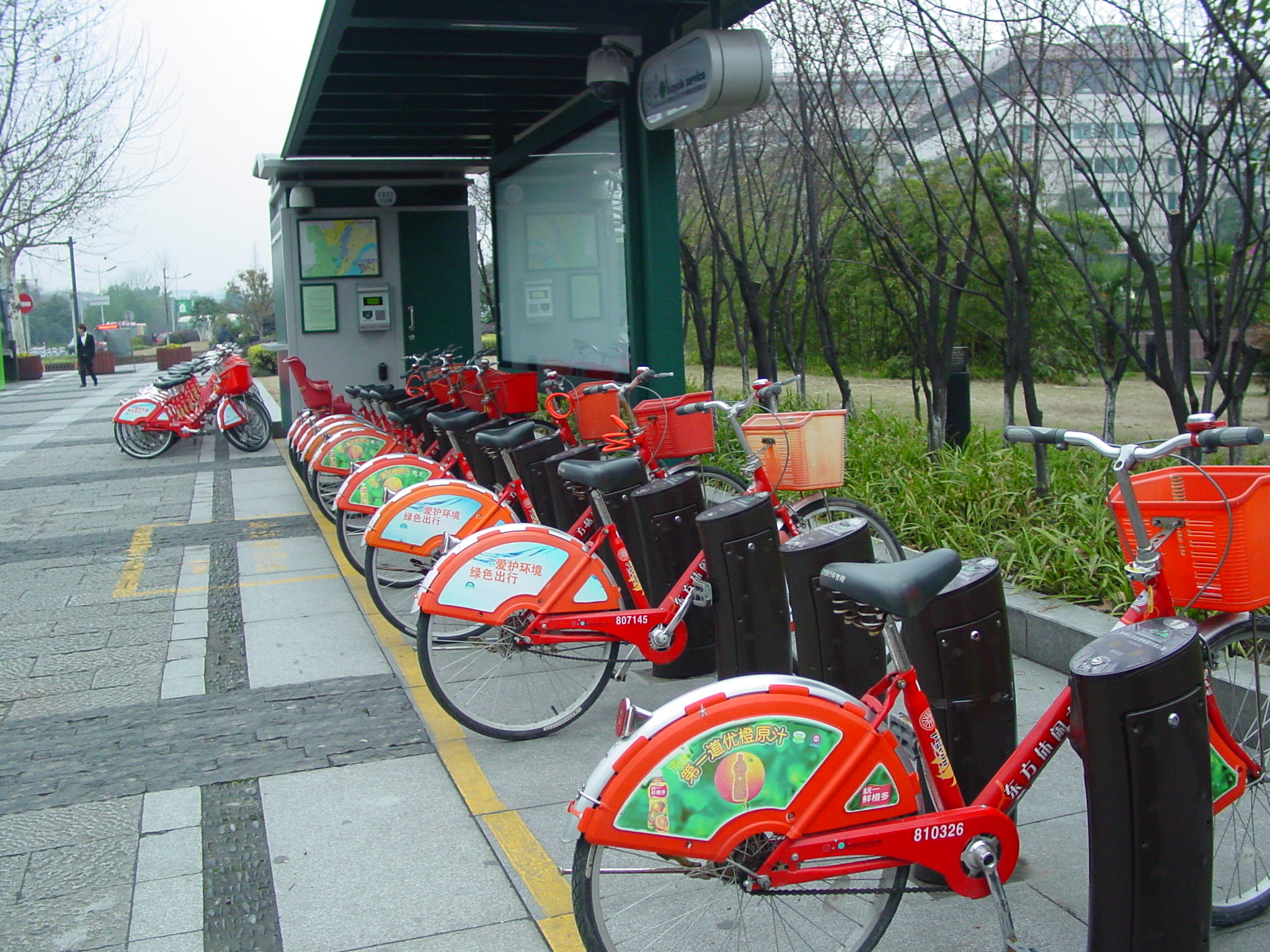
一个服务点

### 1期租车点
- 城西：蒋村站、蒋村花苑、星艺街、翠苑一区站、浪琴翠苑、世纪新城、庆隆路、西斗门、三墩站、环镇北路、同仁路、都市水乡；
- 城北：大关站、漾河弄、水印康庭、三塘竹苑站、三塘苑、东新园、再行路、颜家村；
- 景区：灵隐站、九溪站、动物园站、岳庙窗口、平湖秋月、少年宫、柳浪闻莺、长桥公园、苏堤南口、花港西门、杭州花圃。

根据杭州公共自行车官方网站首页数据，至2019年6月，租还车点数量已经增至3354个。

## 营运范围

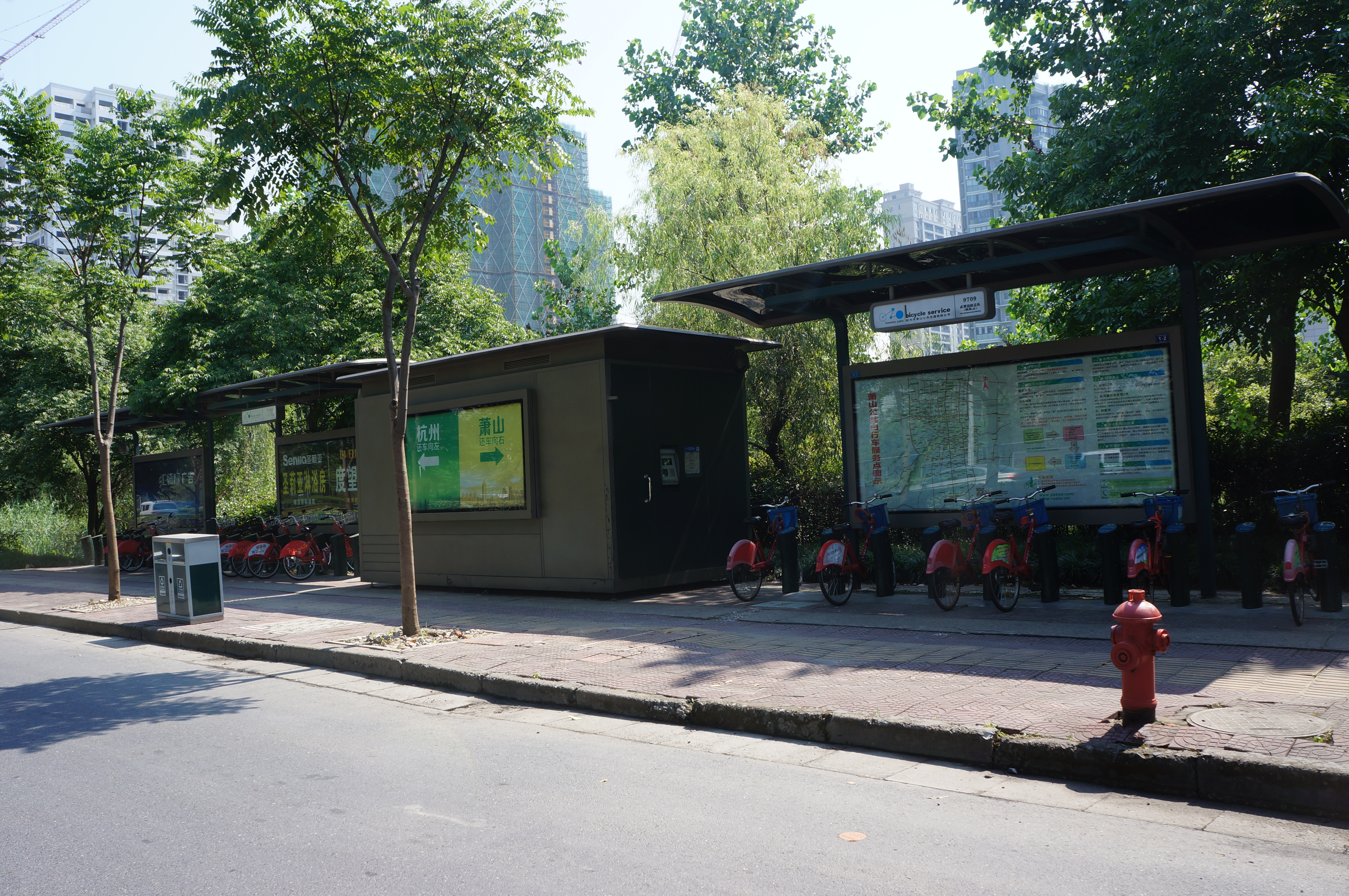
位于滨江区、萧山区交界处风情大道上的一个租赁点。左侧为杭州系统，右侧为萧山系统

杭州公共自行车的运营范围为杭州市全市域的城镇范围，其中上城区、拱墅区、西湖区、滨江区、萧山区、余杭区、临平区的小红车均可通租通还。杭州主城区的自行车车篮为红色（后期改为银色金属筐），余杭为黄色，而萧山则是蓝色（后期改为黑色金属框）。2014年2月，原余杭区（现为余杭区、临平区）融入杭州系统，实现互联互通，使得这两区也纳入到杭州公共自行车的营运范围中。2019年5月28日，萧山系统与杭州市区系统互相兼容。
2023年8月10日起，钱塘区杭州公共自行车与主城区分离，独立运营。钱塘区范围内公共自行车无法与其他区域通租通还。在钱塘区内，可使用微信、支付宝、杭州通卡、杭州市民卡等方式，免押金租用小红车。

## 营运投入
- 车辆购置费：60600辆×383元／辆＝23209800元
- 服务点建造费：估计，车棚和服务亭的造价在7万元左右，附带锁控装置、控制网络软件、监控系统等，总体造价约为10万元。
  - 2177个×10万元／个 =217700000元

- 基本管理成本：估计，按目前实际情况是一个人管理两个服务点，每个人的月薪按1500计算。
  - 2177个÷2个／人×1500元／个·月×12月／年=19593000元／年
- 其他日常损耗：如器械替换、维修人员工资等。

## 与私营共享单车的竞争

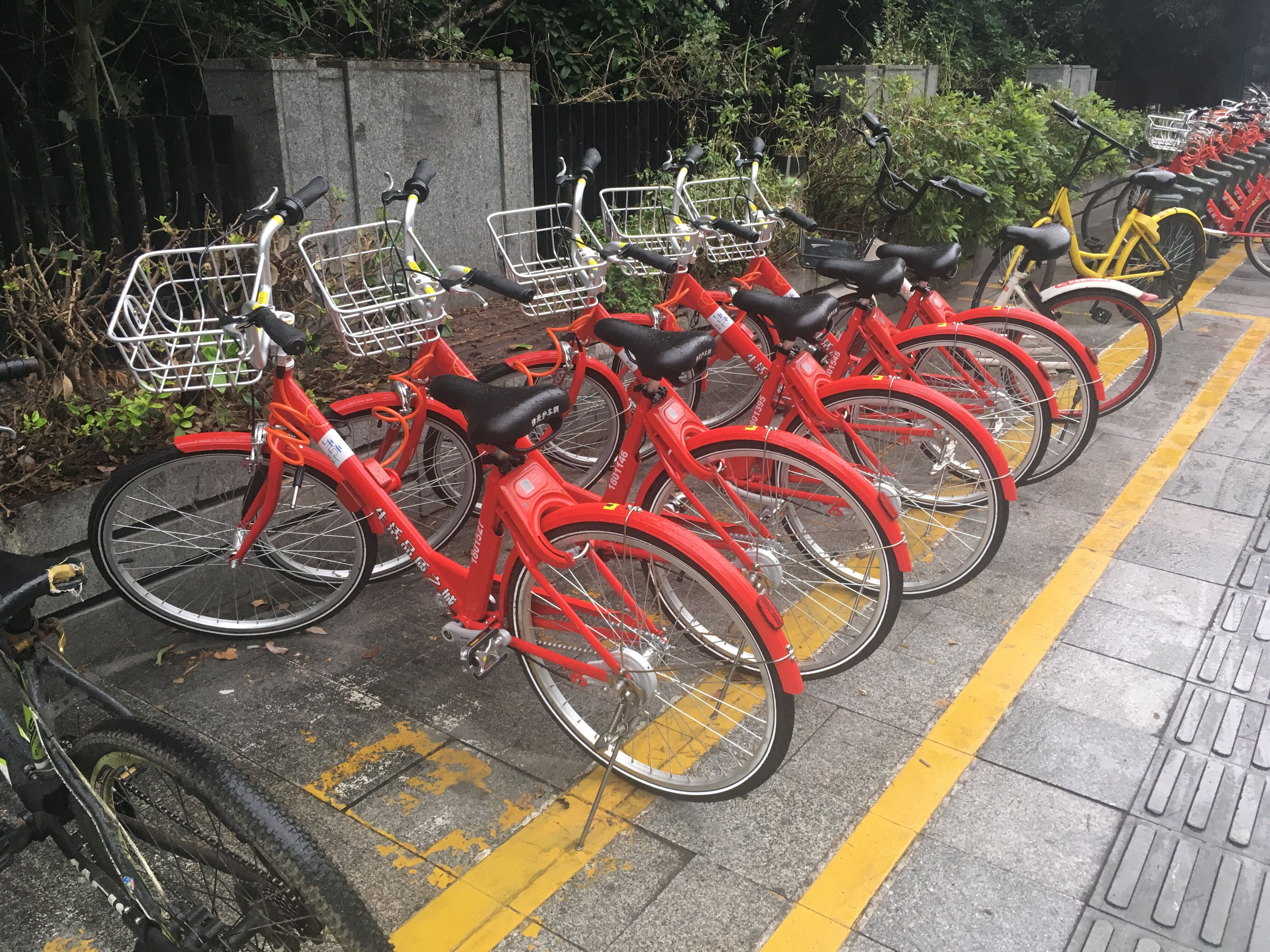
装有电子锁的杭州公共自行车

作为有桩停靠自行车，其最大的缺点是服务点的配额较共享单车更为有限，在高峰期时站点会出现无车可借、无位可还的情况。但其优点也显而易见——自行车不会在同一地点无序地堆放过多而影响市容。为解决此问题，部分公共自行车新增了电子锁和电子围栏，同时新增了APP延时还车功能和隔夜还车功能。
与大多数的共享单车开锁即开始收费的运营模式不同，杭州公共自行车免费骑行一小时的规则从2008年起延续至今。而为更方便用户使用公共自行车，2017年3月中旬起，杭州公共自行车公司开放主城区2838处服务点，提供24小时服务；同时，用“杭州公共自行车”APP扫码租车的保证金也由500元降至200元，扫码租车的服务点由西湖景区周边先期扩展至滨江区，数量从100个上升到438个。